# Лента Мёбиуса
Ле́нта Мёбиуса (лист Мёбиуса, петля́ Мёбиуса) — топологический объект, простейшая неориентируемая поверхность с краем, односторонняя при вложении в обычное трёхмерное евклидово пространство {\displaystyle \mathbb {R} ^{3}}.
Считается, что лента Мёбиуса была открыта независимо немецкими математиками Августом Фердинандом Мёбиусом и Иоганном Бенедиктом Листингом в 1858 году, хотя похожая структура изображена на римской мозаике III века нашей эры.
Модель ленты Мёбиуса можно легко сделать: надо взять достаточно длинную бумажную полоску и склеить противоположные концы полоски в кольцо, предварительно перевернув один из них. В трёхмерном евклидовом пространстве существуют два типа полос Мёбиуса в зависимости от направления закручивания: правые и левые.
Эйлерова характеристика листа Мёбиуса равна нулю.

## Уравнения
Одним из способов представления листа Мёбиуса как подмножества {\displaystyle \mathbb {R} ^{3}} является параметризация:
{\displaystyle x\left(u,v\right)=\left(1+{\frac {v}{2}}\cos {\frac {u}{2}}\right)\cos u,}
{\displaystyle y\left(u,v\right)=\left(1+{\frac {v}{2}}\cos {\frac {u}{2}}\right)\sin u,}
{\displaystyle z\left(u,v\right)={\frac {v}{2}}\sin {\frac {u}{2}},}
где {\displaystyle 0\leqslant u<2\pi } и {\displaystyle -1\leqslant v\leqslant 1}. Эти формулы задают ленту Мёбиуса ширины 1, чья центральная окружность имеет радиус 1, лежит в плоскости {\displaystyle xy} с центром в {\displaystyle \left(0,\;0,\;0\right)}. Параметр {\displaystyle u} пробегает вдоль ленты, а {\displaystyle v} задаёт расстояние от края.
В цилиндрических координатах {\displaystyle \left(r,\;\theta ,\;z\right)} неограниченная версия листа Мёбиуса может быть представлена уравнением:
{\displaystyle \log r\sin {\frac {\theta }{2}}=z\cos {\frac {\theta }{2}},}
где логарифм имеет произвольное основание.

## Свойства
- Граница листа Мёбиуса состоит из одной замкнутой кривой.
- Топологически лист Мёбиуса может быть определён как факторпространство квадрата {\displaystyle \left[0,\;1\right]\times \left[0,\;1\right]} по отношению эквивалентности {\displaystyle \left(x,\;0\right)\sim \left(1-x,\;1\right)} для {\displaystyle 0\leqslant x\leqslant 1}.
- Лист Мёбиуса — это также пространство нетривиального расслоения над окружностью со слоем отрезок.
- Ленту Мёбиуса возможно поместить в {\displaystyle \mathbb {R} ^{3}} с границей, являющейся идеальной окружностью. Один из способов — применить стереографическую проекцию к бутылке Клейна, погружённой в трёхмерную сферу. Идея состоит в следующем: пусть {\displaystyle C} будет единичным кругом в плоскости {\displaystyle xy} в {\displaystyle \mathbb {R} ^{3}}. Соединив антиподные точки на {\displaystyle C} (то есть точки под углами {\displaystyle \theta } и {\displaystyle \theta +\pi }) дугой круга, получим, что для {\displaystyle \theta } между {\displaystyle 0} и {\displaystyle \pi /2} дуги лежат выше плоскости {\displaystyle xy}, а для других {\displaystyle \theta } — ниже (причём в двух местах дуги лежат в плоскости {\displaystyle xy}).[источник не указан 3498 дней]
  - Тем не менее любой диск, который приклеивается к граничной окружности, неизбежно пересечёт ленту Мёбиуса.
- Примером вложения листа Мёбиуса в {\displaystyle \mathbb {C} ^{2}} является поверхность, заданная уравнением

{\displaystyle z_{1}=\sin \eta \,e^{i\varphi }}
{\displaystyle z_{2}=\cos \eta \,e^{i\varphi /2},}
Здесь параметр {\displaystyle \eta } изменяется от 0 до {\displaystyle \pi }. Границей этой поверхности является окружность {\displaystyle z_{1}=0,|z_{2}|=1}. При стереографической проекции получается вложение в {\displaystyle \mathbb {R} ^{3}} с границей, в точности являющейся окружностью.

## Открытые вопросы
1. Каково минимальное {\displaystyle k} такое, что из прямоугольника с меньшей стороной 1 и большей стороной k можно свернуть несамопересекающуюся ленту Мёбиуса (бумагу мять не разрешается)? Доказанная оценка снизу — {\displaystyle {\frac {\pi }{2}}}, сверху — {\displaystyle {\sqrt {3}}}[3]. В 2023 году была доказана оценка снизу в корень из трёх, что решило проблему.
2. Существует ли формула, описывающая лист Мёбиуса, получающийся путём складывания плоского листа бумаги? Вышеуказанные формулы описывают поверхность, которую нельзя сложить из листа бумаги, так как она имеет отрицательную кривизну; спрашивается, можно ли аналогичным образом описать поверхность нулевой кривизны?[4]
  - Сложнее найти форму, которая при этом минимизирует упругую энергию изгиба. Решение этой задачи, впервые поставленной Садовским (M. Sadowsky) в 1930 году, было опубликовано в 2007 году[5]. Однако решение не описывается алгебраической формулой, и маловероятно, что такая формула вообще существует. Чтобы найти пространственную равновесную форму бумажной ленты Мёбиуса, необходимо решить краевую задачу для системы дифференциально-алгебраических уравнений[англ.].

## Если ленту разрезать
- Если разрезать ленту вдоль по линии, равноудалённой от краёв, вместо двух лент Мёбиуса получится одна длинная двусторонняя (закрученная на полный оборот) лента. Это свойство ленты Мёбиуса используется в старинном фокусе под названием «афганские ленты»[6] (англ. The Afghan Bands) с 1904 года[7], его также описывают Норберт Винер в книге I Am a Mathematician (1956)[8] и Мартин Гарднер в книге Mathematics, Magic and Mystery (1956), последний также утверждает, что самая ранняя ссылка на использование ленты Мёбиуса для фокусов относится к 1882 году[9]. Если получившуюся ленту разрезать вдоль посередине, получаются две такие ленты, намотанные друг на друга.
- Если разрезать ленту Мёбиуса, отступая от края приблизительно на треть её ширины, то получаются две ленты, одна — более короткая лента Мёбиуса, другая — длинная лента с двумя полуоборотами[10].
- Другие комбинации лент могут быть получены из лент с двумя или более полуоборотами в них. Например, если разрезать ленту с тремя полуоборотами, то получится лента, завитая в узел трилистника. Разрез ленты с дополнительными оборотами даёт неожиданные фигуры, названные парадромными кольцами.

## Искусство и технология
Лист Мёбиуса служил вдохновением для скульптур и для графического искусства. Эшер был одним из художников, кто особенно любил его и посвятил несколько своих литографий этому математическому объекту. Одна из известных — «Лист Мёбиуса II», показывает муравьёв, ползающих по поверхности ленты Мёбиуса.
Лист Мёбиуса является эмблемой серии научно-популярных книг «Библиотечка „Квант“». Он также постоянно встречается в научной фантастике, например, в рассказе Артура Кларка «Стена мрака». Иногда научно-фантастические рассказы (вслед за физиками-теоретиками) предполагают, что наша Вселенная может быть некоторым обобщённым листом Мёбиуса. Также кольцо Мёбиуса постоянно упоминается в произведениях уральского писателя Владислава Крапивина, цикл «В глубине Великого Кристалла» (например, «Застава на Якорном Поле. Повесть»). В рассказе «Лист Мёбиуса» автора А. Дж. Дейча, бостонское метро строит новую линию, маршрут которой становится настолько запутанным, что превращается в ленту Мёбиуса, после чего на этой линии начинают исчезать поезда. По мотивам рассказа был снят фантастический фильм «Мёбиус» режиссёра Густаво Москера. Также идея ленты Мёбиуса используется в рассказе М. Клифтона «На ленте Мёбиуса».
В 1987 году советский джазовый пианист Леонид Чижик записал альбом «Лента Мёбиуса», в который вошла и одноимённая композиция.
Существуют технические применения ленты Мёбиуса. Полоса ленточного конвейера, выполненная в виде ленты Мёбиуса, будет работать дольше, потому что вся поверхность ленты изнашивается равномерно. Также в системах записи на непрерывную плёнку применяются ленты Мёбиуса (чтобы удвоить время записи). Во многих матричных принтерах красящая лента также имеет вид ленты Мёбиуса для увеличения её ресурса.
Также над входом в институт ЦЭМИ РАН находится мозаичный горельеф «Лента Мёбиуса» работы архитектора Леонида Павлова в соавторстве с художниками Э. А. Жареновой и В. К. Васильцовым (1976).
Иногда считается, что лента Мёбиуса является прообразом символа бесконечности {\displaystyle \infty }, однако последний появился на два века раньше.

## Вариации и обобщения
- Близкой односторонней поверхностью является бутылка Клейна. Бутылка Клейна может быть получена путём склеивания двух лент Мёбиуса по краям. В обычном трёхмерном евклидовом пространстве сделать это, не создавая самопересечения, невозможно.
- Другое похожее многообразие — проективная плоскость. Если проколоть отверстие в проективной плоскости, тогда то, что останется, будет листом Мёбиуса. С другой стороны, если приклеить диск к ленте Мёбиуса, совмещая их границы, то результатом будет проективная плоскость.